# BUA Foods
BUA Foods plc ist ein nigerianisches Unternehmen, das seinen Sitz in Lagos hat. Es ist Teil des nigerianischen BUA-Konglomerats. Die Geschäftstätigkeit umfasst die Herstellung, Verarbeitung und den Vertrieb von Lebensmitteln mit den Geschäftsbereichen Zucker, Mehl, Nudeln, Reis und Speiseölen.  Der Geschäftsbereich Zucker umfasst die Produktion, Verarbeitung, Raffination und den Vertrieb von Rohzucker und dessen Nebenprodukten wie Bagasse, Melasse und Schlammkuchen. Die Reissparte verfügt über eine Reismühle mit einer Kapazität von über 200.000 Tonnen pro Jahr. Die Abteilung Speiseöle ist auf die Umwandlung von rohem Palmöl in Ölprodukte spezialisiert, darunter Palmöl, Stearin und destillierte Fettsäuren.
Das Unternehmen ist an der Nigerian Stock Exchange gelistet und Teil des gleichnamigen Indexes NSE.

## Geschichte
Im Jahre 1988 wurde die BUA International Ltd. zur Einfuhr von Eisen und Stahl sowie Reis gegründet. Die Geschichte der Nahrungsmittelproduktion begann nach der Übernahme von Nigeria Oil Mills Ltd. mit dem Speiseölgeschäft im Jahr 2000. Anschließend wurde am 13. April 2005 die BUA Sugar Refinery Ltd. für die Raffination von Zucker gegründet. 2007 wurde BUA Flour Mills Kano mit einer Kapazität von 500 t pro Tag gegründet. BUA Rice Limited wurde 2014 ins Leben gerufen, BUA Flour Mills 2016 verkauft. IRS Flour Ltd. und IRS Pasta Ltd. gingen 2019 an den Start. Die Teigwarenfabrikation nimmt ihre Tätigkeit mit einer Kapazität von 750.000 Tonnen pro Jahr auf. 2021 erfolgte die Umwandlung der BUA Foods Limited in eine Aktiengesellschaft und die Namensänderung in BUA Foods plc. Im gleichen Jahr erfolgte der Börsengang.